# Kalksteinbruch am Mönchemühlenteich
Der Kalksteinbruch am Mönchemühlenteich ist ein Aufschluss und offen gelassener Steinbruch im Landkreis Wernigerode. Beschrieben wird er im geologischen Harzführer Teil VI - Blankenburg Harz aus dem Jahr 1926. Er besitzt die Geotop Nr. 4131/5. Es ist ein ungeschützter Steinbruch, der nicht als Naturdenkmal, aber als Geologischer Wanderweg Blankenburgs (Landmarke 9, Geopunkt 9) geführt wird.

## Lage
Der Aufschluss befindet sich in der Nähe von Blankenburg in einem kleinen Waldgebiet in der Ortschaft Michaelstein.

## Geologie

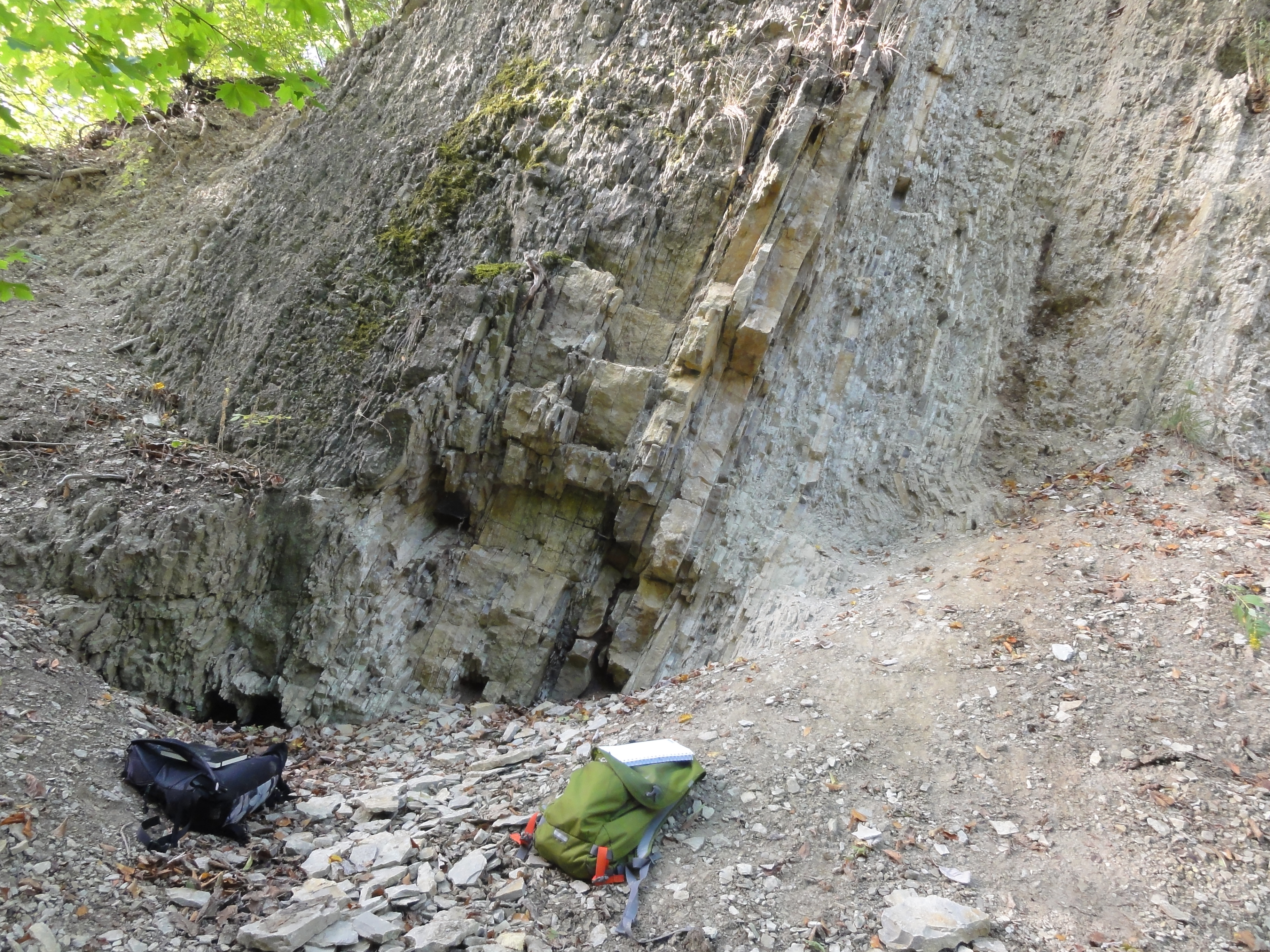
Überkippte Schichten der Jena-Formation

Der Aufschluss ist in etwa 10 Meter hoch und 40 Meter breit. Der Aufschluss ist ein stillgelegter Steinbruch, in dem Kalkstein gewonnen wurde. Dieser stammt aus dem Unteren Muschelkalk (Jena-Formation) einer lithostratigraphischen Einheit die der Supergruppe Germanische Trias untergeordnet ist. Dabei sind die Schichten überkippt. Vereinzelt lassen sich fossile Reste von Muscheln und Brachiopoden als auch Spurenfossilien finden. Über dem Kalkstein lagern diskordant transgressive gelbbräunliche Sande und Mergel aus der Blankenburg-Formation. Diese ist dem Unter-Campan zuzuordnen. An der Basis befindet sich eine konglomeratische Mergelbank mit Muschelkalkgeröllen, ein sogenanntes Transgressions-Konglomerat, welches sich aufgrund der erodierenden Wirkung der Meeresbrandung einstellt.

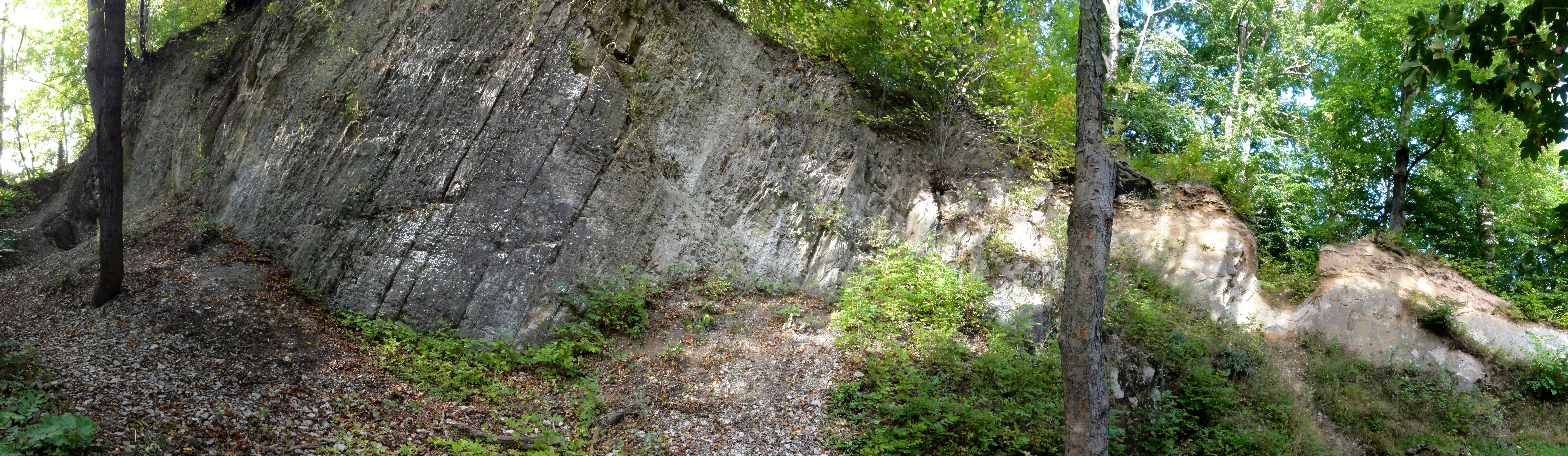
Geologischer Aufschluss „Kalksteinbruch am Mönchemühlenteich“ in Michaelstein bei Blankenburg/Harz